# 長門総合病院
山口県厚生農業協同組合連合会 長門総合病院（やまぐちけんこうせいのうぎょうきょうどうくみあいれんごうかい ながとそうごうびょういん）は、山口県長門市に位置する病院。全国厚生農業協同組合連合会加盟の山口県厚生農業協同組合連合会（JA山口厚生連）が運営する。

## 沿革
（この節の出典）
- 1944年（昭和19年）8月12日 - 大津郡仙崎町に「農業会長門病院」として発足。
- 1948年（昭和23年）8月 - 山口県厚生農業協同組合連合会（JA山口中央会）の設立と同時に移管（山口健康精錬の関連病院となる）。
- 1951年（昭和26年） - 深川町へ移転。
- 1972年（昭和47年） - 鉄筋コンクリート4階建の近代的病院として現在地へ移転。移転前の跡地はショッピングセンター「ながとプラザ」となる（1991年閉店）。
- 1995年（平成7年） - 山口県立萩看護学校実習施設を併設

## 診療科
- 内科
- 総合診療科
- 神経内科
- 小児科
- 整形外科
- 脳神経外科
- 皮膚科
- 泌尿器科
- 外科
- 産婦人科
- 眼科
- 耳鼻咽喉科
- 検査科
- 耳鼻咽喉科
- 放射線科

## 医療機関の指定・認定
（下表の出典）
| 保険医療機関                             | 労災保険指定医療機関                           |
| 指定自立支援医療機関（更生医療）         | 臨床研修病院                                   |
| 指定自立支援医療機関（育成医療）         | 指定自立支援医療機関（精神通院医療）           |
| 臨床修練病院                             | 身体障害者福祉法指定医の配置されている医療機関 |
| 生活保護法指定医療機関                   | 特定疾患治療研究事業委託医療機関               |
| 結核指定医療機関                         | 指定養育医療機関                               |
| 指定小児慢性特定疾病医療機関             | DPC対象病院                                    |
| 戦傷病者特別援護法指定医療機関           | 原子爆弾被害者一般疾病医療取扱医療機関         |
| 第二種感染症指定医療機関                 | 公害医療機関                                   |
| 母体保護法指定医の配置されている医療機関 | 災害拠点病院（地域）                           |

- 救急告示病院[4]
- 地域がん診療病院[5]
- このほか、各種法令による指定・認定病院であるとともに、各学会の認定施設でもある。

## 交通アクセス
- JR山陰本線・美祢線「長門市駅」より徒歩15分[6]
- ブルーライン交通・サンデン交通「長門病院」又は「長門病院前」停留所よりすぐ[6]

## 周辺施設
- フジ長門店[6]
- ルネッサながと[6]